# Урочисті і церемоніальні марші
«Урочисті і церемоніальні марші» (англ. Pomp and Circumstance Marches) — збірка маршів для оркестру, які створені англійським композитором сером Едвардом Елгаром.
Марші:
- Марш № 1 ре мажор (1901)
- Марш № 2 ля мінор (1901)
- Марш № 3 до мінор (1904)
- Марш № 4 соль мажор (1907)
- Марш № 5 до мажор (1930)
- Марш № 6 соль мінор (записаний у вигляді ескізів, розроблений англійським композитором Ентоні Пейном в 2005–06 рр.)

Марші написано з 1901 по 1930 рік. Марш № 6 закінчено у 2005 році на основі ескізів Елгара. Перші п'ять були опубліковані Boosey & Co. як Elgar's Op. 39. Кожен з них присвячений певному музичному другу Елгара. Виконання кожного маршу займає приблизно п'ять хвилин.
Найвідомішим із циклу є марш № 1. Його виконують в останню ніч на заключному концерті BBC Proms. Уривок цього маршу, відомий в США як Випускний марш (англ. The Graduation Song), використовують на урочистостях з нагоди вручення дипломів у школах та університетах.